# Ducato dell'Alta Baviera
Il Ducato dell'Alta Baviera fu fondato nel corso della prima suddivisione della Baviera decisa dai fratelli Enrico XIII e Ludovico II. Alla morte del padre Ottone II nell'anno 1253 i due fratelli ereditarono il dominio sulla Baviera e sul Palatinato ma non riuscendo a ricomporre le divergenze di opinione decisero di dividere i territori.
Ludovico II ottenne il Palatinato, il ducato dell'Alta Baviera e una parte della Marca di Nordgau, ad Enrico XIII andarono il ducato della Bassa Baviera con la città di Landshut, la parte rimanente della Marca di Nordgau e l'uso civico di Ratisbona.
Il ducato venne in seguito reistituito nella seconda suddivisione della Baviera nel 1349 fino alla morte di Mainardo III di Tirolo-Gorizia. In seguito confluì dapprima nel Ducato di Baviera-Landshut e poi suddiviso fra Ducato di Baviera-Monaco e Ducato di Baviera-Ingolstadt.

## Lista dei duchi della Bassa Baviera
La numerazione dei duchi della Baviera è indipendente dal ducato su cui hanno regnato, fanno eccezione i duchi di nome Enrico per i quali è prevista la numerazione specifica del ducato di Bassa Baviera. Enrico XIII di Baviera è quindi anche Enrico I della Bassa Baviera.
| Nome        | Periodo di governo | Discendenza           |
| ----------- | --- | --------------------- |
| Ludovico II | dal 1253 Duca di Baviera e conte Palatino del Reno, 1255–1294 Duca dell'Alta Baviera | Figlio di Ottone II   |
| Rodolfo I   | 1294–1317 Duca dell'Alta Baviera e conte Palatino del Reno | Figlio di Ludovico II |
| Ludovico IV | 1294/1301–1340 Duca dell'Alta Baviera, fino al 1329 conte Palatino del Reno, 1314/1328–1347 re dei Romani/Imperatore del Sacro Romano Impero, 1340–1347 Duca dell'Alta e della Bassa Baviera | Figlio di Ludovico II |
| Ludovico V  | 1323–1351 Margravio del Brandeburgo, 1342–1361 Conte del Tirolo, 1347–1349 Duca di Baviera, 1349–1361 Duca dell'Alta Baviera                                                                 | Figlio di Ludovico IV |
| Ludovico VI | 1347–1349 Duca di Baviera, 1349–1351 Duca dell'Alta Baviera, 1351–1364/1365 Margravio e poi Principe elettore del Brandeburgo                                                                | Figlio di Ludovico IV |
| Ottone V    | 1347–1349 und 1373–1379 Duca di Baviera, 1349–1351 Duca dell'Alta Baviera, 1351–1373 Margravio e poi Principe elettore del Brandeburgo                                                       | Figlio di Ludovico IV |
| Mainardo    | 1361–1363 Duca dell'Alta Baviera e Conte del Tirolo | Figlio di Ludovico V  |

## Cronologia
I duchi dell'Alta Baviera sono riportati nei toni del rosso, quelli della Bassa Baviera nei toni del giallo. L'arancione è usato per il periodo prima e dopo la divisione dei ducati.